# 謝明村
謝明村（英語：Ming-Tsuen Hsieh，1939年12月28日—2024年8月4日）是台灣中藥學家，曾任台中中國醫藥大學校長與中國醫藥大學講座教授。著名著作有教育部編大學用書《中國藥材學》、《中藥學概論》、《中藥調劑學》。多年探討中藥智能增進劑之研究，其綜述發表於國際學術期刊 Planta Medica 。

## 學歷
謝明村生於台灣省彰化縣，於1963年獲得中國醫藥大學藥學學士、1976年獲得中國醫藥大學中國藥學研究所藥學碩士、1982年獲得東京醫科大學藥理學科醫學博士。2000年榮獲羅馬尼亞歐拉迪亞大學榮譽博士、2006年榮獲羅馬尼亞維索迪斯大學榮譽博士。

## 經歷
謝明村於1999年接任中國醫藥大學校長。擔任校長期間，謝明村於2000年率領中國醫藥大學主任和各部門教授一行赴中國大陸促進兩岸中醫藥學術交流。謝明村曾受邀出席聯合國教科文組織學術研討會，並擔任發表延胡索對於甲狀腺亢進症治療論文研討會之主席。
謝明村於2001年聘為考選部醫事人員考試審議委員會委員。2002年獲選為羅馬尼亞醫學科學院榮譽院士。2005年擔任中國醫藥大學講座教授，專長為中藥藥理學、精神藥理學、行為藥理學。謝明村於2006年擔任香港浸會大學中醫藥學院榮譽教授。另有擔任中山醫學大學兼任教授、行政院衛生署中醫藥委員會委員、國際東洋醫學會理事及副事務總長。

## 外部連結
- 中國醫藥大學 謝明村學術研究成果（页面存档备份，存于）

| 教育職務      | 教育職務                                              | 教育職務      |
| ------------- | ----------------------------------------------------- | ------------- |
| 中國醫藥大學  |                                                       |               |
| 前任： 郭盛助 | 中國醫藥大學校長 第十三任 1999年8月1日－2002年7月31日 | 繼任： 陳偉德 |